# جاعل (فیلم ۲۰۱۱)
جاعل (به انگلیسی: The Forger) فیلمی محصول سال ۲۰۱۱ و به کارگردانی لارنس رائوک است. در این فیلم بازیگرانی همچون جاش هاچرسون، هیدن پنیتیر، لورن باکال، آلفرد مولینا، دینا ایستوود، بیلی بوید، آدام گادلی، جنسن پانتیر، اسکات ایستوود و تریشا هلفر ایفای نقش کرده‌اند.